# Тирей I

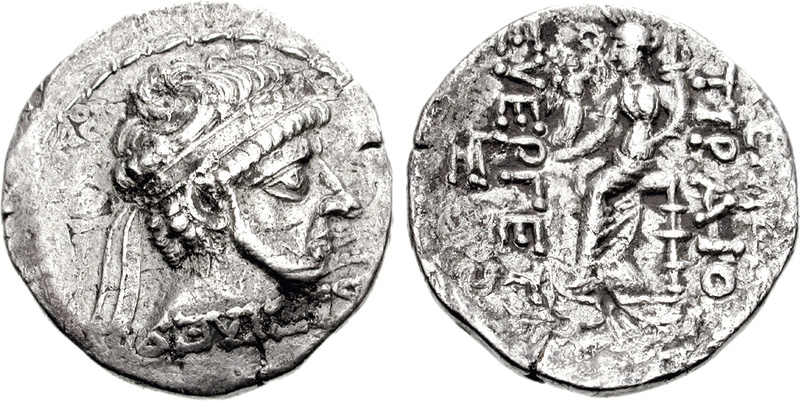
Монета с портретом Тирея I

Тирей I — царь Харакены, вассального государства парфян, правивший с 95/94 по 90/89 год до н. э. Его предшественником был Аподак, а преемником — Тирей II.
Тирей I известен только из отчеканенных в эпоху его правления серебряных и бронзовых монет.
Он был первым правителем Харакены, на монетах которого появляется прозвище Эвергет. Кроме того, на реверсе его монет появляется изображение богини Тюхе, в то время как другие правители Харакены обычно изображали Геракла.